# Zwaantje (gebak)
Een zwaantje is de benaming voor een stuk taart in de vorm van een zwaan. De belangrijkste ingrediënten van een zwaantje zijn soezenbeslag en room.
Of het verkleinwoord al dan niet gebruikt wordt hangt af van de grootte. De meeste banketbakkers maken hun zwaantjes op de grootte van een eclair, maar met een hoger uitsteeksel dat de kop van "het zwaantje" moet voorstellen. Zwaantjes zijn erg populair in België en zijn in bijna alle banketbakkerszaken te verkrijgen.